# Espurneig

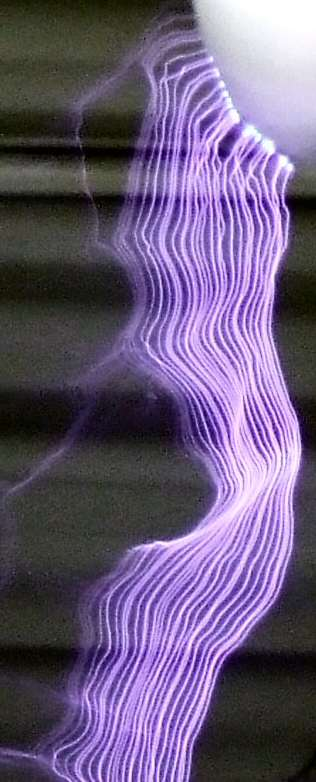
Descàrrega elèctrica que mostra la forma de cinta dels fils de plasma d'una bobina Tesla.

L'espurneig, dins de l'entorn de l'electricitat o enginyeria elèctrica, és un fenomen que es produeix en un aïllant quan el camp elèctric és més fort del que pot suportar aquest aïllament i com a conseqüència es forma un arc elèctric.

## Fallada d'aïllament elèctric
El espurneig està sovint associat amb la fallada dels materials aïllants sòlids o líquids utilitzats a l'interior dels transformadors d'alta tensió o bé dels condensadors de les xarxes de distribució d'electricitat, en general a causa d'un curtcircuit o un fusible cremat. L'espurneig també pot ocórrer a través dels aïlladors que suspenen els cables aeris de transmissió d'energia elèctrica, a una subestació elèctrica, dins dels cables d'alimentació subterranis o en les línies properes als arbres.

### Tensió de ruptura en el buit
En condicions estàndards de temperatura i pressió atmosfèrica, els gasos són un bon material aïllant, és necessari l'aplicació d'una gran diferència de potencial per arribar a superar la tensió de ruptura. En el buit aquest potencial de ruptura disminueix fins al punt que dues superfícies no aïllades amb diferent potencial poden induir la perforació dielèctrica del gas que les envolta. Això té algunes aplicacions importants en la indústria, com en el cas de la fabricació de microprocessadors, però també pot ser un problema per als aparells atès que una perforació dielèctrica és similar a un curtcircuit.
La tensió de ruptura en el buit es pot representar com:
{\displaystyle V_{b}={\frac {BPd}{\ln APd-\ln \left(\ln(1+{\frac {1}{\gamma }})\right)}}}
on:
- {\displaystyle V_{b}} és el potencial de ruptura en volts, en corrent continu,
- {\displaystyle A} i {\displaystyle B} són constants que depenen del gas,
- {\displaystyle P} és la pressió del gas,
- {\displaystyle d} és la distància en centímetres entre els elèctrodes,
- {\displaystyle \gamma } és un coeficient